# Qazakh (rayon)
O Qazakh (também Kazakh ou Gazakh; em azeri: Qazax) é um dos cinqüenta e nove rayons da República do Azerbaijão. Possui dois exclaves situados dentro da República da Armênia, Yuxarı Əskipara e Barxudarlı, sob o controle armênio desde a Guerra de Nagorno-Karabakh. Sua capital é a cidade de Qazakh.
O rayon tem uma superfície de 698 quilômetros quadrados, com uma população composta por 84.569 habitantes; sua densidade populacional é de 121,2 habitantes por cada quilômetro quadrado.
A região é eminentemente agrícola. No setor da economia se destacam o cultivo de cereais e hortaliças, a produção de vinhos e a pecuária. Além disso, há varias granjas e lugares onde se processam carnes e outros produtos agrícolas. Na guerra com a Armênia a distribuição da água foi prejudicada, o que provocou algumas dificuldades ao setor da agricultura.